# Piskoř pruhovaný

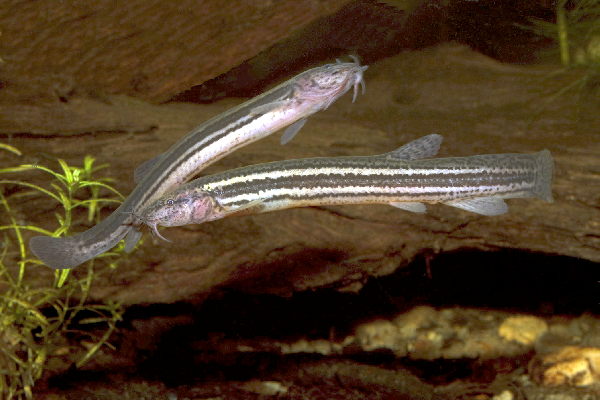
Piskoř pruhovaný

Piskoř pruhovaný nebo také piskoř páskovaný (Misgurnus fossilis (Linnaeus, 1758)) je sladkovodní ryba z čeledi sekavcovitých, která je v České republice chráněný druh ryb. Zvláštností tohoto druhu je, že kyslík přijímá nejen pomocí žaber, ale také polykáním vzdušného kyslíku, který je následně vstřebáván do krevního oběhu sliznicí střeva.
Od ostatních druhů rodu Misgurnus v Evropě se odlišuje širokým pruhem, který se táhne na boční straně těla od oka po bázi ocasní ploutve a úzkým pruhem, který začíná u skřelového víčka (operculum) a jeho délka může být individuální, avšak přinejmenším dosahuje na úroveň břišních ploutví.

## Popis
Tělo je zboku výrazně zploštělé a protáhlé. Velikost těla je až 27 cm. Kolem ústního otvoru má pět párů vousů, což je nejvíc u našich druhů ryb. Ploutve jsou zaoblené, prsní ploutve samců jsou o něco delší než u samic. Ocasní ploutev je se 14-16 paprsky. Boky jsou pokryty jemnými šupinkami v množství, které dvakrát až třikrát převyšuje počet šupin u ostatních druhů ryb. Zbarvení piskořů je kryptické ve světlých a tmavých odstínech hnědé. Tělu dominují tmavé podélné pruhy na bocích těla. Celkové zbarvení odpovídá prostředí, ve kterém piskoř žije, např. v temných a kalných vodách jsou jedinci převážně tmavě hnědí až do černé.
Dospělci jsou noční. V období sucha a silných mrazů se zavrtávají do bahna. Zavrtávají se obvykle 20-30 cm hluboko, občas až 70 cm. Jsou schopní přežit v biotopech s nízkou koncentrací kyslíku pomocí střevního a kožního dýchání. Polykají vzdušný dusík, který je absorbován stěnami střeva. Pomalu plavou u dna a pomocí čichu lokalizují bezobratlé, kterými si živí. 

## Výskyt
Nížinné potoky, řeky a jezera, většinou omezené na hustě porostlá stanoviště s pomalým nebo žádným proudem a měkkým, bahenním dnem. Třou se v husté vegetaci, často na zaplavovaných loukách.
Evropa severně od Alp, od řeky Mázy (Francie) na východ přes odvodňovací kanály řeky Něvy, až k Ladožskému jezeru; severní povodí Černého moře od Dunaje na východ po Kubáň; Dále se vyskytují v povodích řeky Volhy a Uralu. Nevyskytuje se ve Velké Británii, Skandinávii, na Apeninském a Pyrenejském poloostrově, Krymu a úmoří Jaderského, Egejského a Bílého moře. V České republice je však piskoř druh vzácný a zákonem chráněný. Vyskytuje se pouze v několika enklávách na středním toku Lužnice, Labe, Orlice a Moravy a dolním toku Ohře a Pšovky. O něco větší oblasti jeho výskytu jsou na jihu Moravy na Břeclavsku a ve Slezsku.

## Potrava
Piskoři se živí měkkýši, larvami pakomárů a také dalšími bentickými bezobratlými a pravděpodobně i detritem.

## Rozmnožování
Poprvé se třou ve 2-3 letech, ve velikosti asi 110 mm. Třou se v březnu až červenci při teplotách nad 19°C. Samec následuje samici do husté vegetace a vytváří prstenec kolem jejího těla za hřbetní ploutví. Lepkavá vajíčka se uvolňují do vegetace. Juvenilní jedinci žijí u dna a schovávají se ve vegetaci. Mají velká vnější žaberní vlákna, která mizí po 10-12 dnech. Plodnost samice se pohybuje mezi 5000 – 30 000 jikrami. 

## Význam
Tento druh nemá hospodářský význam. Známá je jeho citlivost na změnu atmosférického tlaku, proto byl používán k předpovídání počasí.